# Iekaterina Skoudina
Iekaterina Skoudina, née le 21 mars 1981 à Dolgoproudny, est une skippeuse russe.

## Biographie
Elle participe à trois reprises à la compétition de voile aux Jeux olympiques. Dans la discipline du Yngling, elle se classe 8e en 2004 à Athènes avec Tatiana Lartseva et Diana Krutskikh puis 6e en 2008 à Pékin en compagnie de Natalia Ivanova (en) et Diana Krutskikh. En 2012 à Londres, elle navigue en Elliott 6m et se classe 4e avec ses compatriotes Elena Oblova et Elena Syuzeva.

## Palmarès
| Compétition                      | 2002 | 2003 | 2004 | 2005 | 2006 | 2007 | 2008 |
| -------------------------------- | ---- | ---- | ---- | ---- | ---- | ---- | ---- |
| Championnats du monde de Yngling | 10e  | 6e   | 8e   | 13e  | 14e  | 5e   | 5e   |
| Championnats d'Europe de Yngling |      |      |      |      | 7e   | 1re  | 6e   |